# Estructura de contenció
Una estructura de contenció és una construcció estructural d'enginyeria, amb la finalitat de contenir l'empenyiment del terreny que pot afectar una determinada obra.
Pot ser una única obra amb un únic projecte (com és el cas de la construcció d'un mur de contenció amb la finalitat d'obtenir parcel de superfície horitzontal), o pot ser part d'un projecte més gran, (com per exemple, un mur per a contenir l'empenta de terres pròxim a una carretera, o pantalles per a la construcció dels soterranis d'un edifici).

## Classificació

### Estructures de contenció rígides
Les estructures de contenció rígides són aquelles estructures de contenció els moviments són de sòlid rígid, però no presenten moviments a l'interior de l'estructura, és a dir, no s'hi produeixen flexions. Per tant, la llei d'empentes ve influïda exclusivament pel valor, però no per la forma. Són els murs de contenció.

### Estructures de contenció flexibles
Les estructures de contenció flexibles són aquelles en les que els moviments de sòlid rígid i els moviments deguts a la flexió de la mateixa estructura, es produeixen en percentatges similars. Aquesta deformació fa que el moviment de l'estructura influeixi tant en el valor, com en la forma de la llei d'empentes sobre l'estructura.
Hi ha dos tipus d'estructures de contenció flexibles:
- Les pantalles.
- Els apuntalaments.

La principal diferència entre pantalles i apuntalaments, és que les apuntalaments són molt més flexibles que les pantalles.

### Diferència entre murs i pantalles
La diferència constitutiva entre murs i pantalles és que els murs es realitzen, o bé un cop realitzada l'excavació, o bé abans de fer el farciment. No obstant això, les pantalles es construeixen sempre abans de realitzar l'excavació, o com a màxim, durant l'excavació.